# Les Fastes de la grande et ancienne Mxnxstrxndxsx
Les Fastes de la grande et ancienne Mxnxstrxndxsx (francese, "I fasti della grande e antica Menestrelleria") è una suite per clavicembalo in cinque movimenti di François Couperin, composta negli anni 1693-1695 o nel 1707.
La suite, dal tono chiaramente satirico, fa parte della propaganda contro la Ménéstrandise, la corporazione di musicisti avversata da Couperin. Egli, presentando i suoi membri come buffoni, saltimbanchi e giocolieri da circo, utilizzò appositamente un titolo in caratteri enigmatici (Mxnxstrxndxsx anziché Ménéstrandise) per evitare di essere citato in giudizio dalla corporazione stessa.

## Storia
La Ménéstrandise era una corporazione di musicisti, giullari e menestrelli fondata a Parigi nel 1321, il cui direttore aveva il titolo di roi des ménétriers (re dei menestrelli) o roi des violons (re dei violini). La corporazione possedeva anche la propria strada e la propria chiesa, chiamata Saint-Julien-des-Ménétriers, distrutta durante la rivoluzione francese.
In pieno XVII secolo la corporazione, allontanatasi di molto dall'ideale originario di preservare l'arte giullaresca antica, cercava ancora di imporsi sui musicisti per far pagare loro tasse e quote associative. Quando venne formalmente riconosciuta dal re Luigi XIV, nel 1659, la corporazione cercò di estendere su tutti i musicisti la propria autorità, compresi organisti, clavicembalisti e strumentisti della corte reale. Solo chi pagava la quota d'iscrizione alla Ménéstrandise poteva suonare in pubblico.
Secondo il regolamento della corporazione, infatti:
Nel 1693 un gruppo di cembalisti, fra i quali Nicolas Lebègue, Guillaume-Gabriel Nivers e François Couperin, presentarono una protesta a Luigi XIV in nome della libertà artistica. Una protesta simile venne presentata anche nel 1707 e in entrambi i casi lo strapotere della corporazione venne ridimensionato.

## Struttura
La suite è ironicamente divisa in cinque atti, tanti quanti se ne usavano per le tragedie, e vuole rappresentare, facendone una caricatura, una riunione della Ménéstrandise, con l'ingresso dei dignitari, il corteo rumoroso dei saltimbanchi e dei loro animali, quello misero e pietoso degli storpi, e infine la fuga di tutti, spaventati dagli animali stessi:
- Premier Acte. Les Notables, et Jurés - Mxnxstrxndxnrs (francese: Primo atto. I notabili, giurati e menestrelli). Breve marcia dal tono canzonatorio simboleggiante l'ingresso dei dignitari della corporazione. Durante la ripetizione, la solennità della marcia sembra disturbata da motivi esterni al corteo, realizzati dalla mano sinistra. L'andamento è indicato come "Sans lenteur" (senza lentezza).
- Second Acte. Les Viéleux, et les Gueux (Secondo atto. I suonatori di ghironda e i mendicanti). Il secondo atto prende in giro la Ménéstrandise per aver accomunato musicisti e mendicanti. È un brano diviso in due parti, chiamate Premier Air de Vièle e Second Air de Vièle. La prima parte è costituita da un basso (chiamato da Couperin, sullo spartito, "bourdon") di note ripetute e legate per tutto il pezzo (do3, sol2, do2, sol2, do3, sol2, do2) a simboleggiare il movimento rotatorio della mano dei ghirondai. Nella seconda parte del brano le note si dimezzano, da semiminime a crome, e la melodia imita il suono stridente della ghironda.
- Troisième Acte. Les Jongleurs, Sauteurs; et Saltimbanques: avec les Ours, et les Singes (Terzo atto. I giocolieri, saltatori e saltimbanchi con orsi e scimmie). Fanno l'ingresso sulla scena i saltimbanchi, con una melodia molto allegra. In questo brano il basso del pezzo precedente si trasforma in terzine, sempre legate per formare un suono continuo a imitazione del caratteristico suono continuo dalla ghironda. L'andamento è indicato come "Légèrement" (con leggerezza).
- Quatrième Acte. Les Invalides: ou gens Estropiés au service de la grande Mxnxstrxndxsx (Quarto atto. Gli invalidi, o gente deforme al servizio della grande menestrelleria). In questo brano la mano destra, chiamata sullo spartito "Les Disloqués" (Gli sciancati), e la sinistra, chiamata "Les Boiteux" (Gli zoppi), simboleggiano i malati e gli storpi utilizzando note puntate e semicrome.
- Cinquième Acte. Désordre, et déroute de toute la troupe: causés par les Yvrognes, les Singes, et les Ours (Quinto atto. Disordine e rotta di tutta la truppa causata dagli ubriachi, dalle scimmie e dagli orsi). Gran finale. La mano destra, con scale ascendenti e discendenti e passaggi di bravura, descrive la fuga dei menestrelli, spaventati dagli animali, mentre la sinistra imita la corsa degli zoppi. L'andamento è indicato come "Très vite" (molto vivo).

L'esecuzione integrale della suite dura circa dieci minuti.